# Troels Rasmussen
Troels Rasmussen (født 7. april 1961) er en dansk tidligere fodboldmålmand, der i perioden 1982-1991 spillede 35 landskampe. På klubplan var han knyttet til klubberne Vejle Boldklub og AGF.  

## Karriere
Troels Rasmussen er landsholdsmålmanden med det bedste snit af DBU's målmænd gennem tiderne; bl.a. bedre end Peter Schmeichels snit for scorede mål imod. Han blev i Ekstra Bladet kaldt for "Utrolski" efter sin fantomkamp mod Sovjetunionen i Moskva i 1985. Danmark tabte dog 0-1. 
Han deltog ved EM i 1984 (uden at komme i kamp), VM 1986 (2 kampe) og EM 1988 (1 kamp). 
Under VM i 1986 var Troels Rasmussen som udgangspunkt førstemålmand, men et par ikke helt fejlfrie præstationer i de to første kampe sendte ham på udskiftningsbænken, selvom han sådan set kun slap ét mål ind i de to kampe og det endda på straffespark (mod Uruguay). Men han fik en del kritik i pressen, især for sin flagrende og nervøse indsats mod Skotland i åbningskampen. I næste kamp mod Uruguay gik det noget bedre, men i den sidste puljekamp mod Vesttyskland, blev han erstattet af OB'eren Lars Høgh, der spillede en fantastisk kamp mod tyskerne. I den næste kamp kom Lars Høgh og hele landsholdet dog ned på jorden igen, da Danmark blev sendt ud af turneringen af Spanien med 1-5. Efter at Lars Høgh blev skadet efter VM, generobrede Troels Rasmussen pladsen som 1. målmand på landsholdet og stod glimrende i kvalifikationsturneringen til EM i Vesttyskland i 1988. Men i den første kamp ved EM i 1988 mod Spanien, som Danmark tabte med 2-3 i Hannover, lavede han en fejl på ét af de spanske mål. Og selvom han også reddede et straffespark i samme kamp, valgte Sepp Piontek at satse på Peter Schmeichel i de to sidste puljekampe. Efter det fik Troels Rasmussen aldrig sin plads tilbage som førstekeeper på landsholdet, men nåede dog endnu en håndfuld landskampe, inden han stoppede. Bl.a. stod han i begge kampene mod hhv. Sverige og Brasilien i DBU´s 100 års-jubilæumsturnering i København i juni 1989. En turnering, som Danmark vandt uden at slippe mål ind.
Troels Rasmussen var en målmand med en stor rækkevidde, som fyldte godt i målet og han havde også glimrende reflekser. Trods sin store højde var han dog undertiden ikke helt så dominerende i feltet, som man kunne forvente af en mand af den højde og drøjde. Og han havde også en tendens til at være præget af nerver i de allerstørste kampe, hvilket to gange kostede ham pladsen på landsholdet (i 1984 op til EM i Frankrig, hvor han med en usikker præstation mod Sverige i den sidste testkamp mistede pladsen til Ole Qvist og i 1986 ved VM i Mexico, som nævnt ovenover). Men trods dette var han en rigtigt habil målmand, som spillede mange gode kampe for både landsholdet og AGF.
Troels Rasmussen indledte karrieren i Vejle Boldklub, men er bedst kendt for sin tid i AGF fra 1. januar 1982 til 31. december 1993. Han spillede 391 kampe og scorede fem mål (på straffespark) for AGF. I en kamp mod Næstved i 1. division i 1990 scorede Troels Rasmussen først på straffe, hvorefter han senere i kampen blev udvist. Han er den AGF'er som har spillet flest ligakampe i en ubrudt serie. Han spillede 237 kampe (28. marts 1982 til 12. august 1990) uden afbrydelser. Men efter en kamp mod Næstved (jf. ovenstående) kom han i karantæne og var ikke med mod OB på Odense Stadion. I hans sted stod den senere førstemålmand for AGF Lars Windfeld. Kampen sluttede 0-0. Han vandt det danske mesterskab med AGF i 1986 og var pokalvinder tre gange med AGF (1987, 1988 og 1992). I 1988 blev han tilmed kåret som "Årets pokalfighter".